# Blonda Venus
Blonda Venus (originaltitel: Blonde Venus) är en amerikansk dramafilm från 1932, i regi av Josef von Sternberg och med Marlene Dietrich i huvudrollen. I birollerna ses bland annat Herbert Marshall och Cary Grant. 

## Handling
En amerikansk kemist gifter sig med en tysk nattklubbsångerska (Marlene Dietrich), som efter giftermålet nöjer sig med att vara hemmafru. Kemisten blir dock sjuk och sångerskan tvingas återvända till nattklubbarna för att sjunga. En sak leder till en annan och snart tvingas hon välja mellan sitt vanliga hemmafruliv och sin karriär som sångerska.

## Om filmen
En av Cary Grants första filmer.

## Rollista i urval
- Marlene Dietrich - Helen Faraday/Helen Jones
- Herbert Marshall - Edward 'Ned' Faraday
- Cary Grant - Nick Townsend
- Dickie Moore - Johnny Faraday
- Gene Morgan - Ben Smith
- Rita La Roy - Taxi Belle Hooper
- Robert Emmett O'Connor - Dan O'Connor
- Sidney Toler - kommissarie Wilson
- Morgan Wallace - Dr Pierce